# 碧南站
碧南站（日语：／ Hekinan eki */?）是位於愛知縣碧南市中町五丁目，名古屋鐵道（名鐵）的三河線車站。車站編號為MU11。

## 歷史
- 1914年（大正3年）2月5日 - 三河鐵道刈谷新站（現時為刈谷站）至此站開業，當時車站名為大濱港站[1]。當初為終點站。
- 1915年（大正4年）11月29日 - 大濱臨港線（後來為大濱口支線）開業。成為中途站[2]。
- 1926年（大正15年）9月1日 - 此站至神谷站（後來為松木島站）之間開業（在1928年8月25日延伸至吉良吉田）。
- 1941年（昭和16年）6月1日 - 三河鐵道與名古屋鐵道合併。成為名古屋鐵道三河線車站。
- 1944年（昭和19年）12月7日 - 發生昭和東南海地震，使車站受損[3]。
- 1946年（昭和21年）8月1日 - 大濱口支線廢止[2]。
- 1947年（昭和22年）6月 - 第2代車站大樓竣工[1]。
- 1954年（昭和29年）4月1日 - 車站改名為碧南站[1]。
- 1977年（昭和52年）5月25日 - 終止貨物營運服務，3條側線與碧南一方的貨物月台撤走[1]。
- 2004年（平成16年）4月1日 - 此站至吉良吉田站之間廢止，再次成為終點站[1]。廢止區間的替代巴士（Furendo巴士（日语：ふれんどバス））開始運行。
- 2005年（平成17年）
  - 8月25日 - 引入車站集中管理系統，成為無人車站[1]。
  - 9月14日 - 車站可以使用交通儲值卡「Trans Pass（日语：トランパス (交通プリペイドカード)）」[1]。
- 2011年（平成23年）2月11日 - 車站可以使用「manaca」IC卡。
- 2012年（平成24年）2月29日 - 交通儲值卡「Trans Pass」的服務終止，此站也不可使用其儲值卡。
- 2019年（平成31年）3月 - 重建第3代車站大樓[4]。
- 2020年（令和2年）
  - 7月 - 碧南站候車室竣工[5]。
  - 9月1日 - 碧南站候車室開始使用[5]。

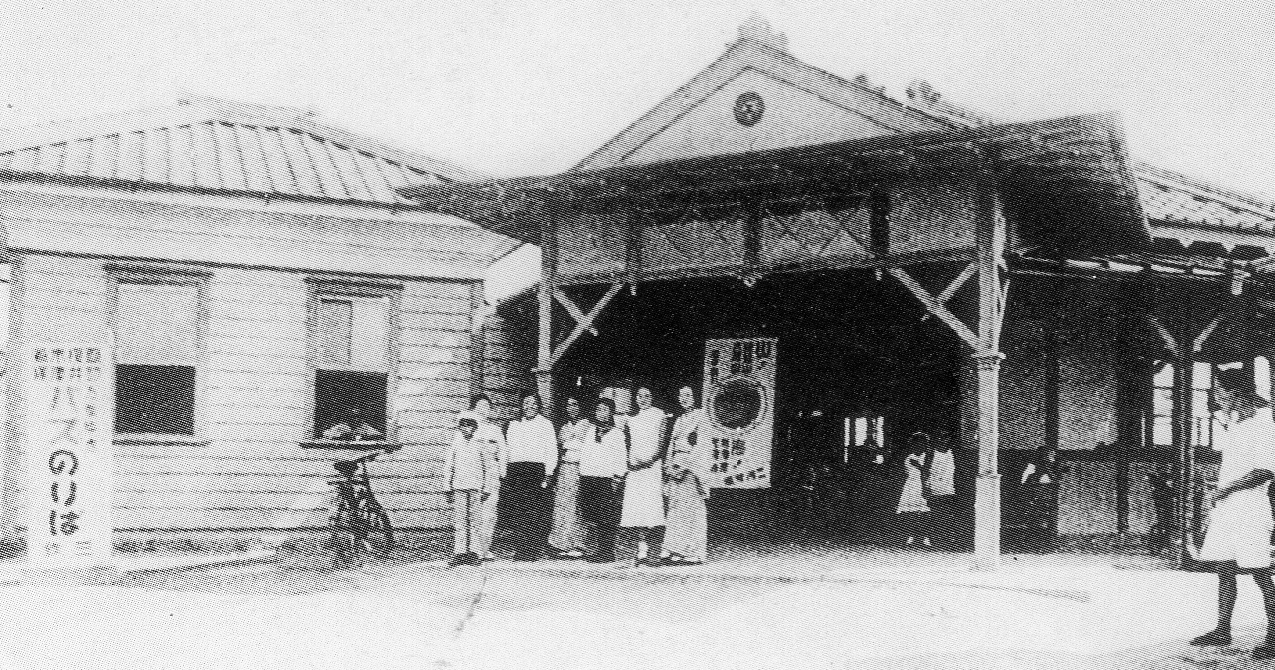
第一代車站大樓 （昭和10年代）
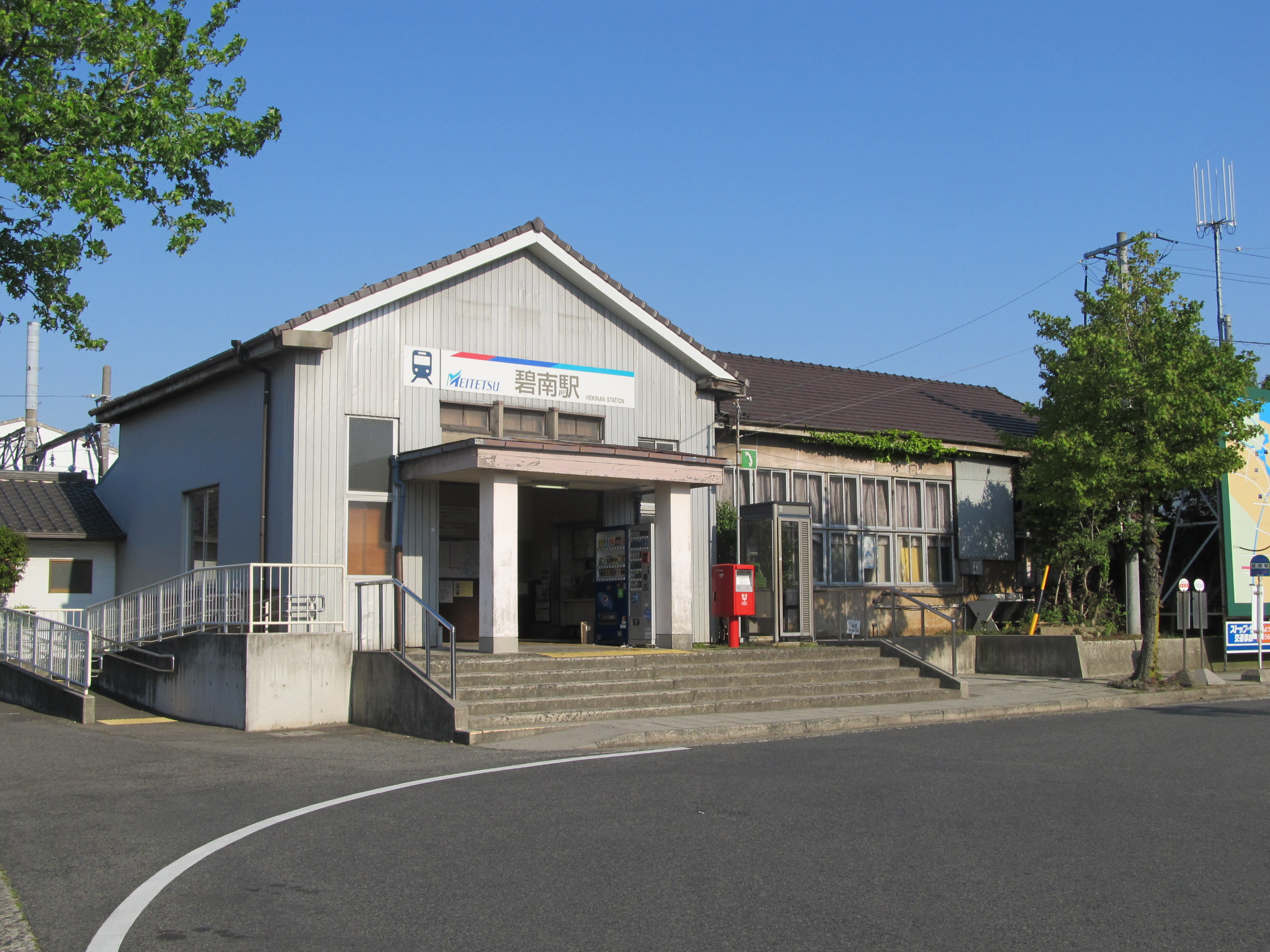
第二代車站大樓 （2014年5月）
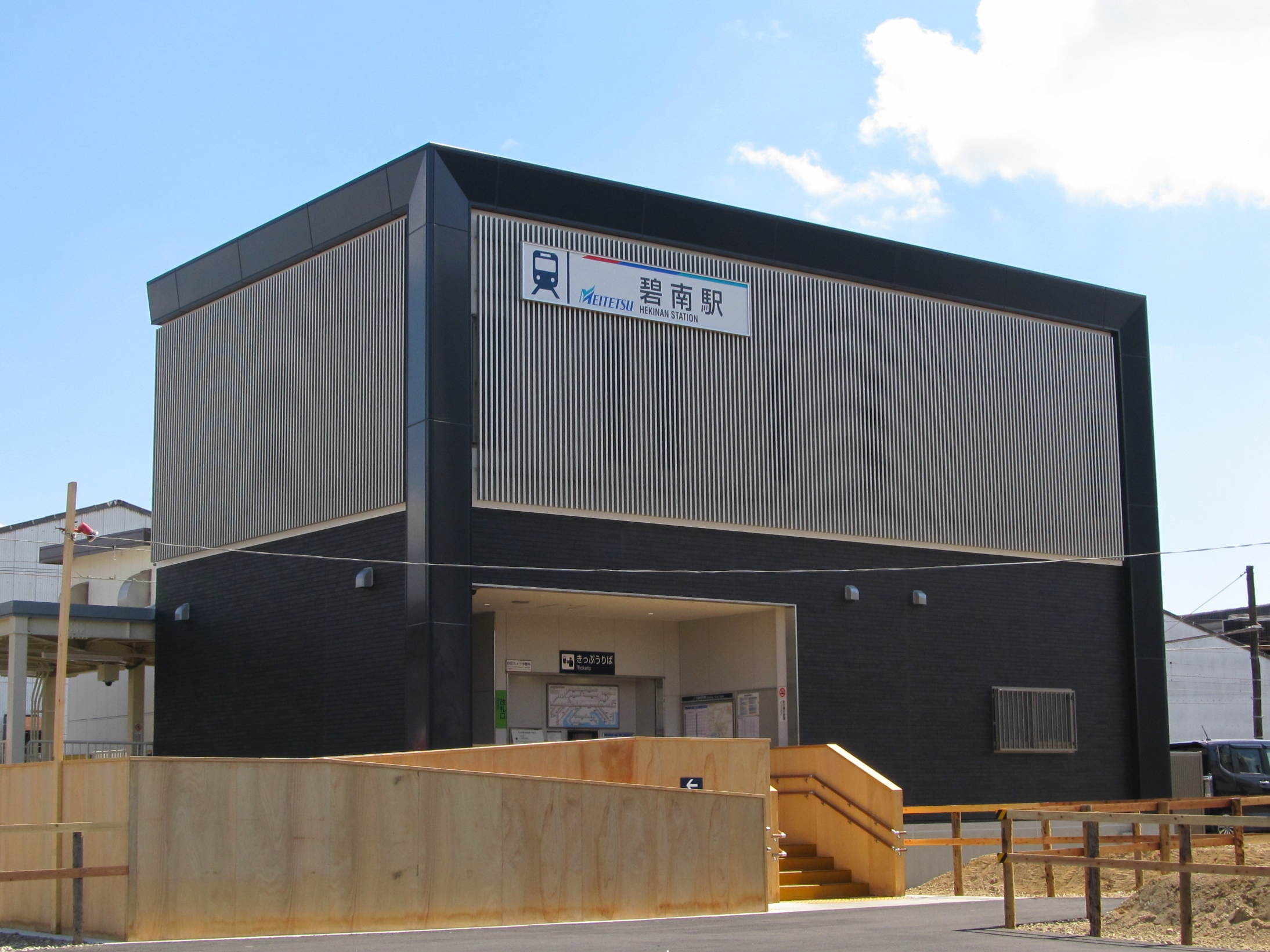
第三代車站大樓 （2019年4月）

## 車站構造
車站為一座地面車站，設有1面2線的島式月台。月台與車站大樓之間設有站內平交道連接。此站引入車站集中管理系統（由知立站管理）的無人車站。由知立站遠端管理。在日間時段中，維修人員和兼職清潔人員會在此站執行職務。在車站南邊曾經設有留置線，供車輛夜間停泊與替換，以及增加或分離車輛之用。因此，雖然此站為無人車站，運輸操作人員會在此站常值。
現時的站舍於2019年（平成31年）3月開始興建。另一方面，鄰接檢票口外的候車室是由碧南市建設，作為車站周邊整備事業的一環。在2020年（令和2年）9月1日開始使用。站舍的設計以黑色為主調，屋頂使用了三州瓦。候車室內放置了由當地公司寄贈的陶器製椅子和桌子共4組。另外候車室內也設有廁所、自動販賣機和特產展示櫃。
在車站西邊的迴圈和周邊道路擴寬工程預計在2023年（令和5年）完工。
| 月台 | 路線           | 方向     |
| ---- | -------------- | -------- |
| 1、2 | 三河線（海線） | 知立方向 |

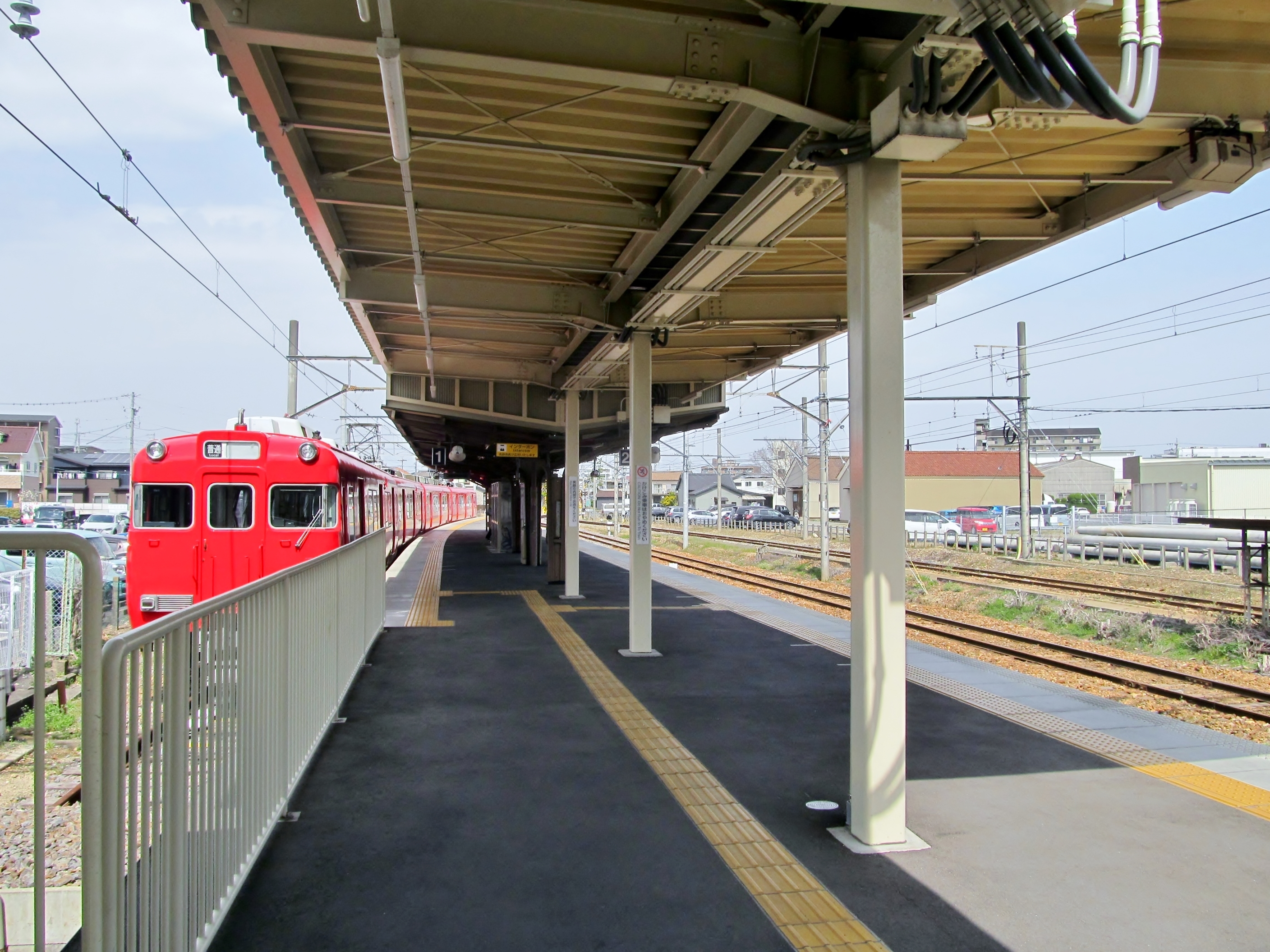
月台
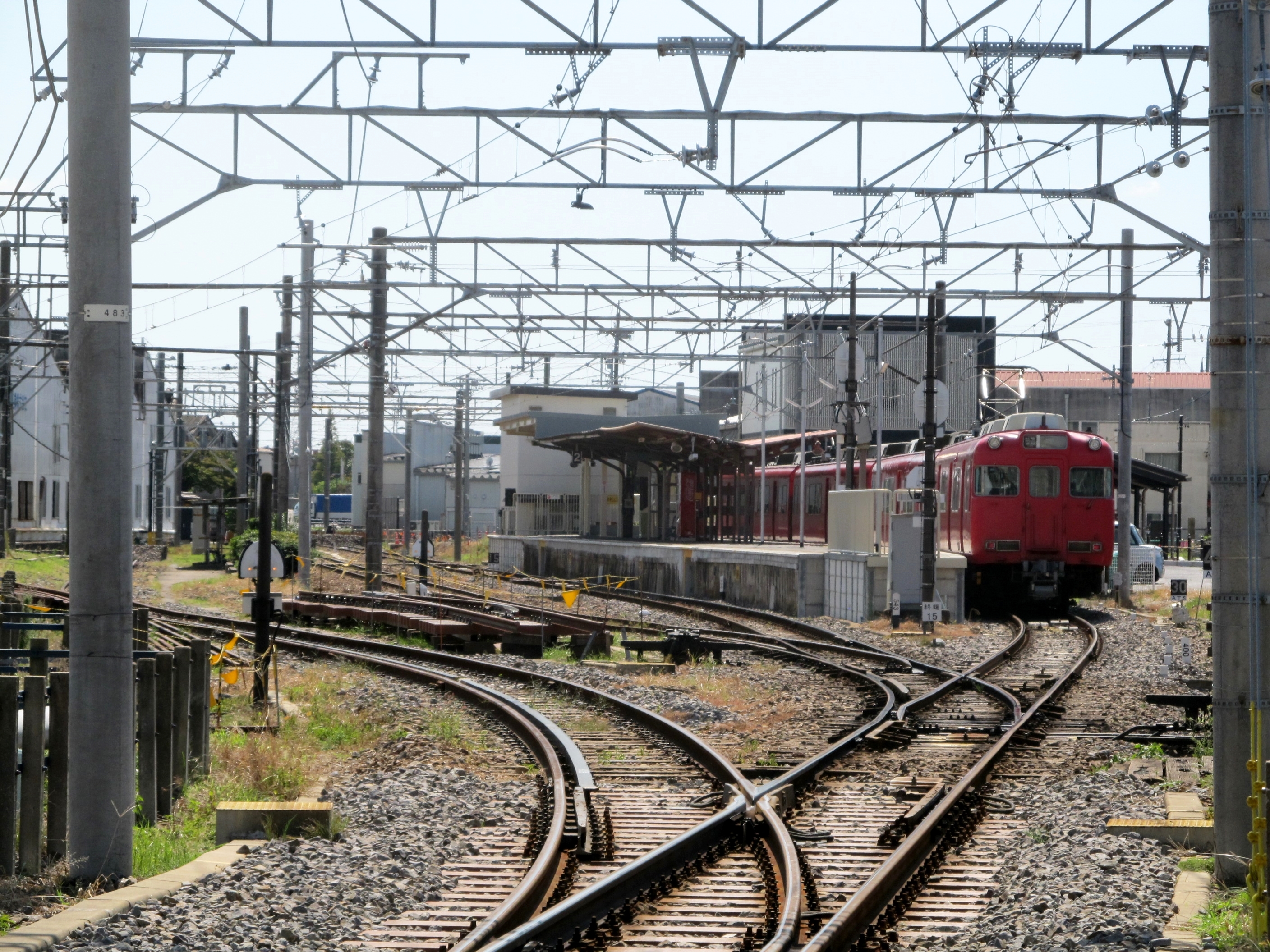
留置線
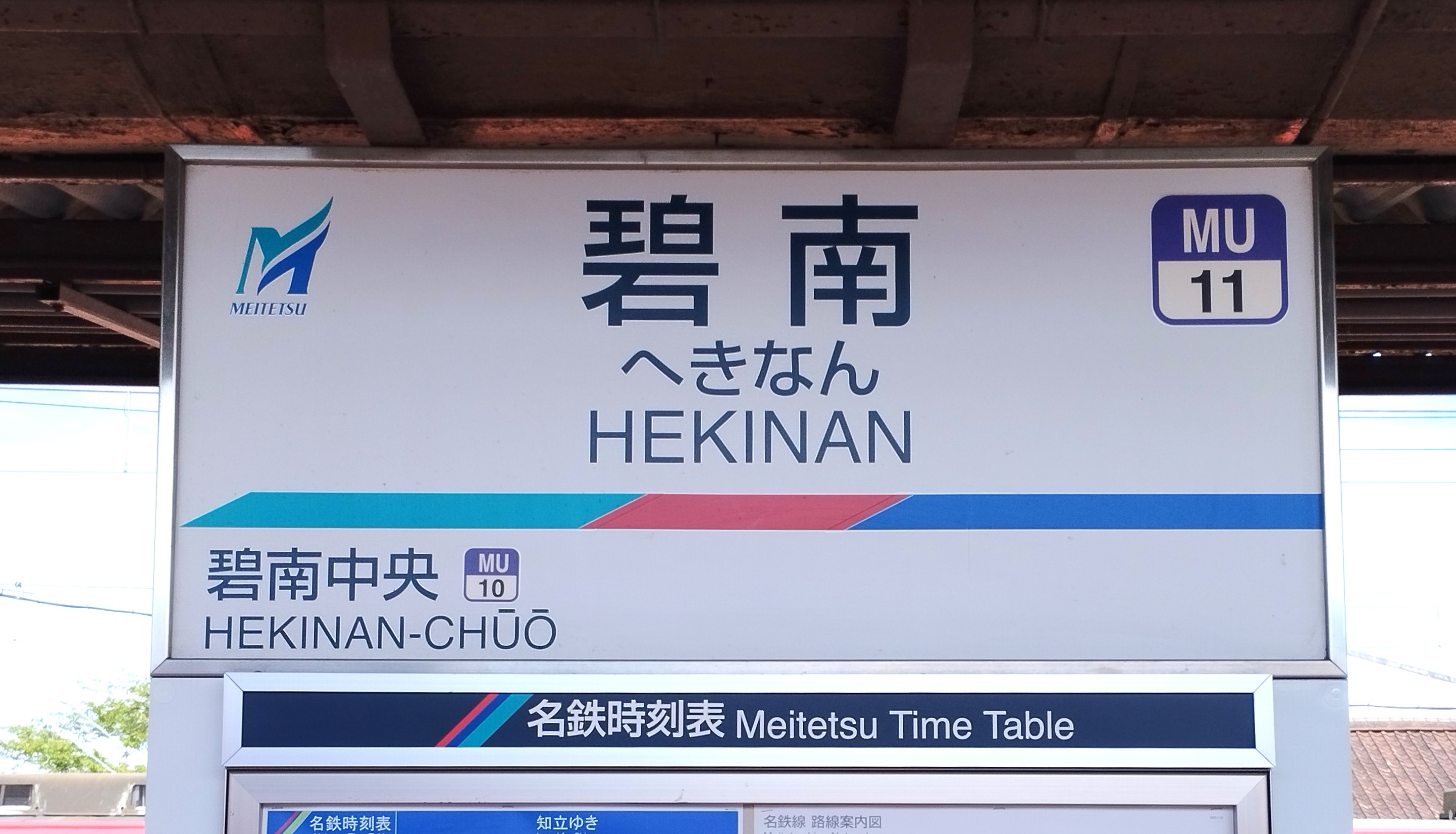
站名牌
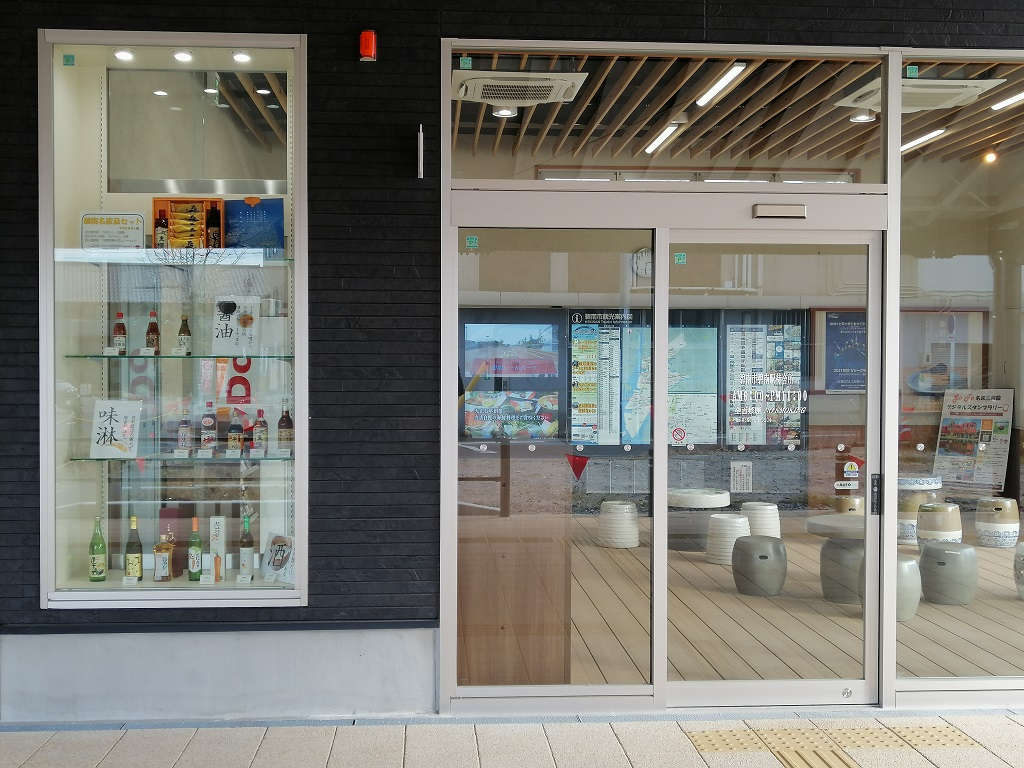
碧南市特產展示櫃與候車室

### 配線圖
| ← 刈谷、 知立方向 | 碧南站 站內配線略圖 | → 吉良吉田方向 （已廢止） |
| 图例 参考文献：   |                     |                           |

## 使用狀況
- 在中提及在2013年度，當時1日平均上下車人次為3,701人，為名鐵所有車站（275站）排名第116，三河線（23站）中排名第10[14]。
- 在中提及在1992年度，當時1日平均上下車人次為2,883人，為除岐阜市內線均一車費區間內各站（岐阜市內線、田神線、美濃町線徹明町站至琴塚站之間）外名鐵所有車站（342站）中排名第146，三河線（38站）排名第14[15]。
- 在愛知縣統計資料中，2006年度1日平均乘車人次為1,674人，2007年度1日平均乘車人次為1,678人。
- 在中，以下為近年1日平均上下車人次列表[16]。

| 年度               | 1日平均 上下車人次 |
| ------------------ | ------------------ |
| 2009年（平成21年） | 3,364              |
| 2010年（平成22年） | 3,456              |
| 2011年（平成23年） | 3,501              |
| 2012年（平成24年） | 3,523              |
| 2013年（平成25年） | 3,701              |
| 2014年（平成26年） | 3,627              |
| 2015年（平成27年） | 3,743              |
| 2016年（平成28年） | 3,823              |
| 2017年（平成29年） | 3,956              |
| 2018年（平成30年） | 3,972              |
| 2019年（令和元年） | 4,031              |
| 2020年（令和02年） | 3,147              |

## 大濱口支線
大濱口支線碧南站至玉津浦站之間設有三河線貨物支線，該支線終點站大濱口站是位於源氏橋西邊附近位置。車站對出為掘川，為東海道本線衣浦港船運（經三河線連接刈谷站）的中繼點。隨著貨物量減少，在1946年（昭和21年）廢止。現在的遺址附近建造了為碧南鐵路公園「大濱口廣場」。
此站，大濱口支線也可稱為大濱臨港線，也可作玉津浦站分支的貨物側線（大濱臨港線運送專用線）。

1943年當時的大濱港站配線略圖。大濱港至玉津浦之間為側線，在配線略圖中也包含了大濱港站。

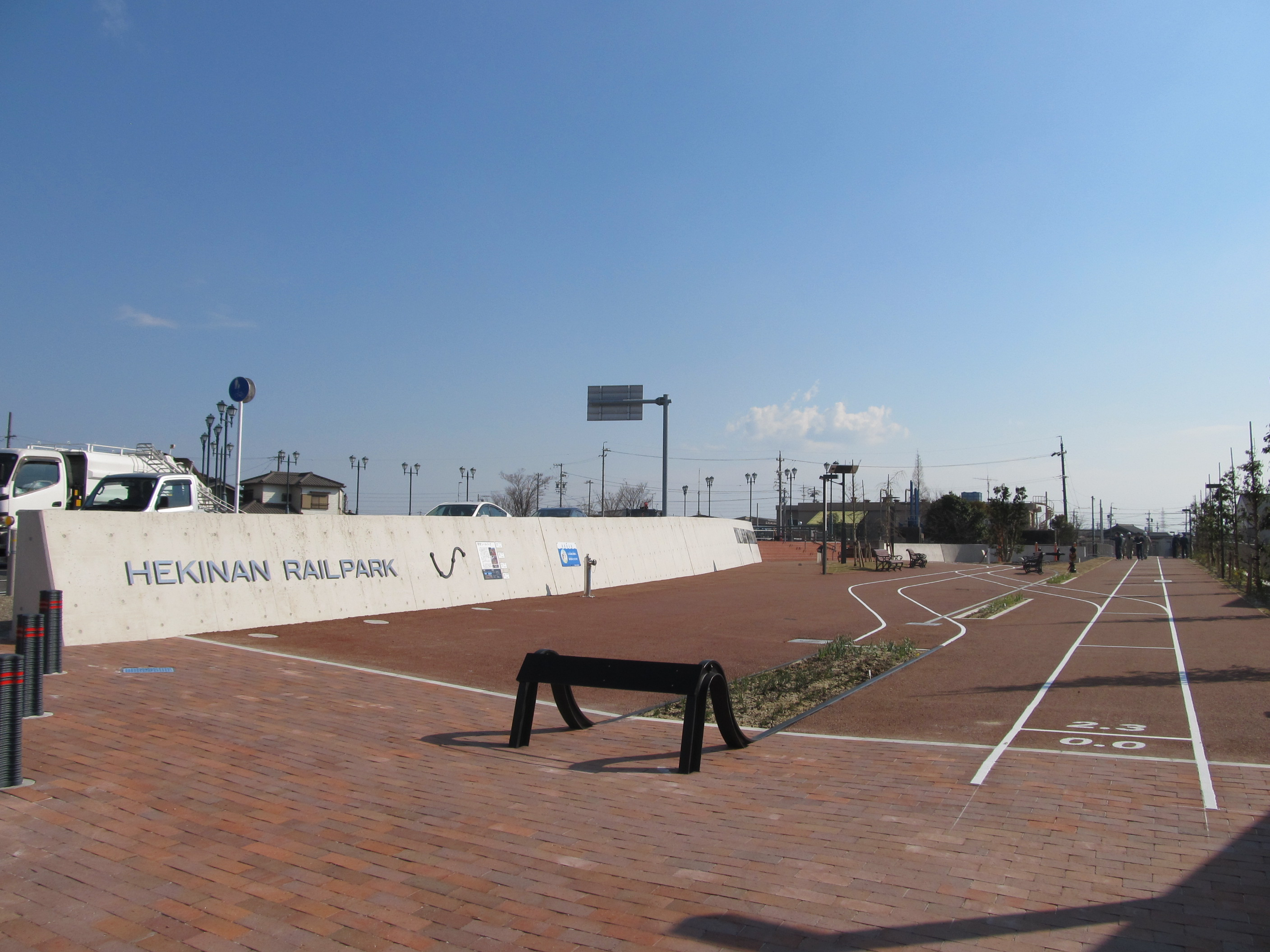
碧南鐵路公園「大濱口廣場」。
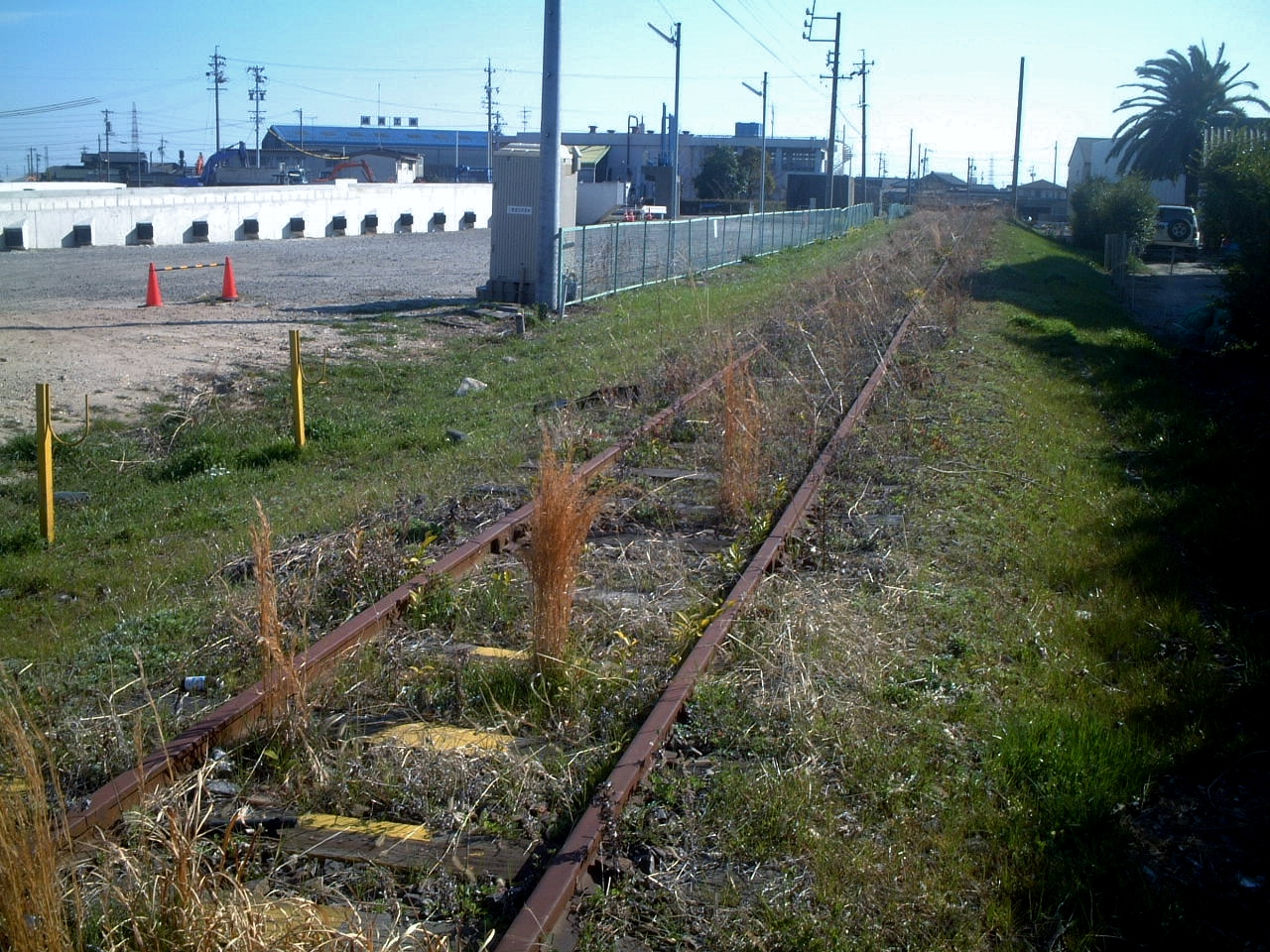
在鐵路公園興建前的狀況（碧南至吉良吉田之間廢止，2007年）。
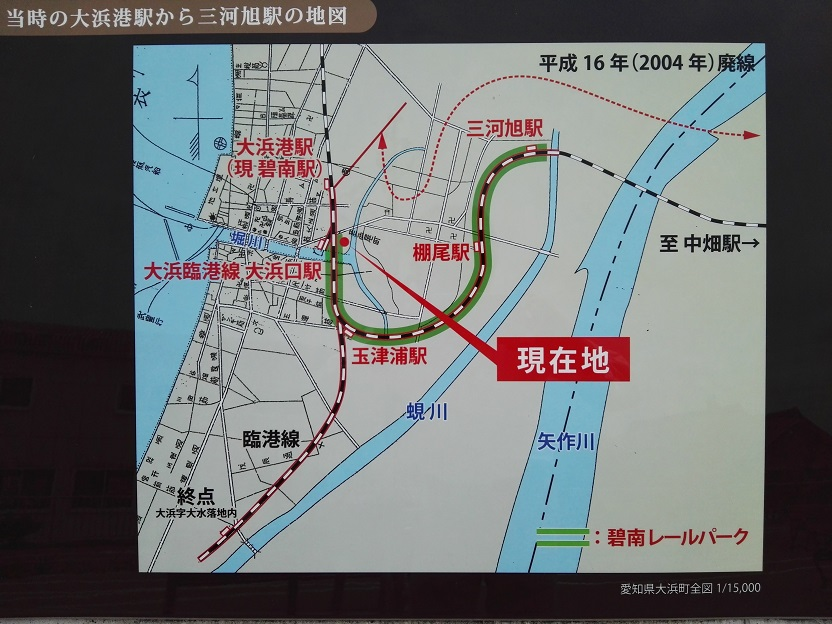
鐵路公園中大濱口支線的路線圖

## 車站周邊
在碧南市成立前，車站位於舊・大濱町。現時車站位於碧南市市中心西南方。
- 碧南海濱水族館（日语：碧南海浜水族館）
- 碧南市臨海公園（日语：碧南市臨海公園）
- 碧南市立南中學
- 多聞山妙福寺（日语：妙福寺 (碧南市)）（毘沙門）
- 九重味淋（日语：九重味淋）・總部
- valor（日语：バロー (チェーンストア)） 碧南店
- 西松屋（日语：西松屋） 碧南店　位於大濱口站遺址附近
- 永井直勝（日语：永井直勝）誕生之地
- 碧南市藤井達吉現代美術館（日语：碧南市藤井達吉現代美術館）
- 大濱陣屋廣場

## 巴士路線
朋友巴士
隨著三河線碧南站至吉良吉田站之間廢止而開設的替代巴士，該巴士路線由舊沿線自治體組成的朋友巴士運行協議會，再委託巴士公司運行。
Kurukuru巴士
碧南市委託巴士公司運行的巴士服務。為市内巡回巴士並免費乘坐。設有1路線中2行走路線，均從碧南站前出發。

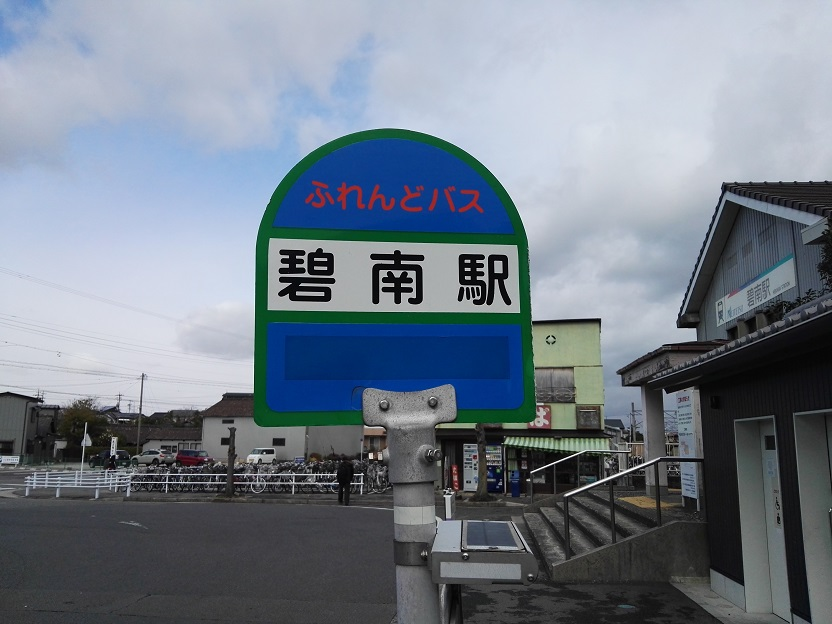
朋友巴士 巴士站
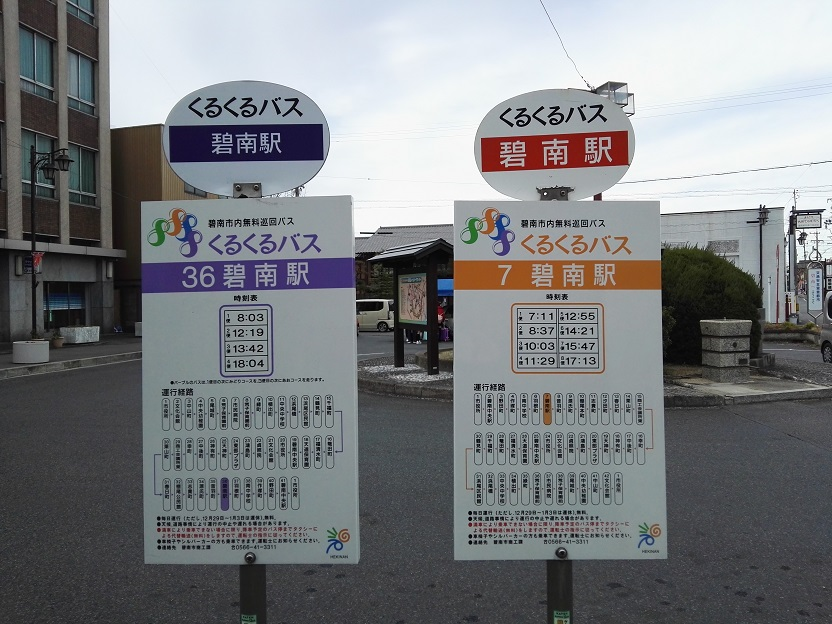
Kurukuru巴士 巴士站
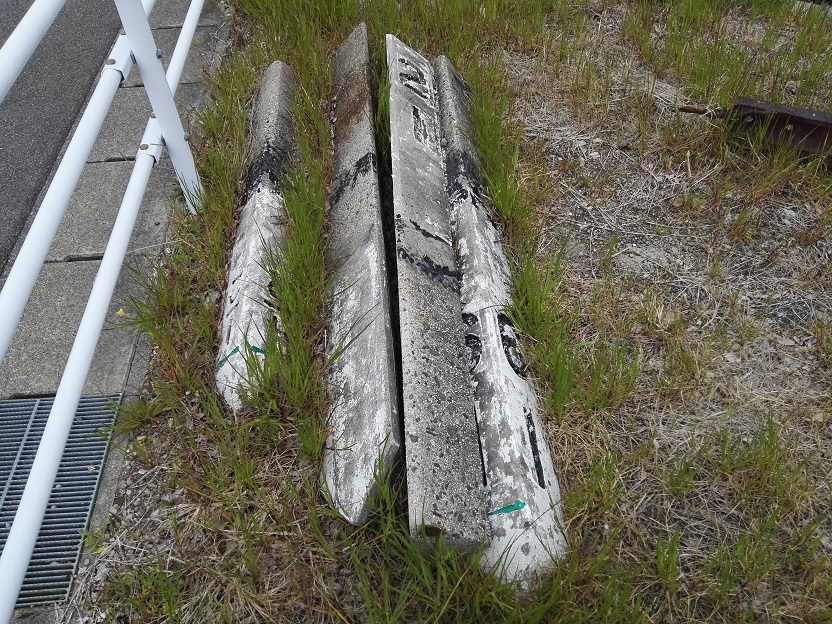
車站南邊300米附近位置中，設有廢止區間的19,20,21公里里程碑

## 相鄰車站
名古屋鐵道
 三河線（海線）
碧南中央（MU10）－碧南（MU11）

### 曾經存在的路線
名古屋鐵道
三河線（海線）
碧南－玉津浦
三河線大濱口支線
碧南－大濱口

## 注腳

## 外部連結
- 碧南 - 名古屋鐵道